# Slet (Aarhus)
 For alternative betydninger, se Slet. (Se også artikler, som begynder med Slet)
Slet er en bydel i det sydlige Aarhus, beliggende ca. 5 kilometer sydvest for Aarhus C. Som nærmeste naboer har Slet bydelen Holme mod øst, forstaden Tranbjerg mod syd og lidt fjernere forstæderne Viby (Jylland) mod nord og Hasselager mod vest.
Omkring Slet ligger et stort område med erhvervsbebyggelse. Her ligger bl.a. mange TDC-faciliteter og engroshandelsvirksomheden Metro Cash & Carry.

## Historie
Slet landsby bestod i 1682 af 8 gårde og 2 huse med jord. Det samlede dyrkede areal udgjorde 282,1 tønder land skyldsat til 47,71 tønder hartkorn. Dyrkningsformen var tovangsbrug med omdriften 4/4 + 1 vang sås årligt.